# Dobrovolný svazek obcí Terra Prosperita
Dobrovolný svazek obcí Terra Prosperita (DSO Terra Prosperita) je zájmové sdružení v okrese Kladno, jeho sídlem je Slaný. Cílem je společné hospodářské a společenské využití areálu bývalých kasáren Slaný - Drnov a byl založen v roce 2005.
Na zastupitelstvu 18. prosince 2024 bylo oznámeno opuštění svazku následujícími obcemi Žižice, Zvoleněves a Knovíz. Město Slaný schválilo jako jediný člen zrušení DSO TERRA Prosperita.

## Obce sdružené v mikroregionu
- Slaný

### Články
- Obce převzaly bývalý vojenský areál. Novinky.cz [online]. 2007-09-27. Dostupné online.
- HUSÁROVÁ, Kateřina Nič. Chátrající vojenskou základnu zachrání podnikatelé. Kladenský deník [online]. 2008-09-16. Dostupné online.
- HERAL, Vít. Podlešín dal zelenou výstavbě bytů v bývalých kasárnách. Kladenské listy [online]. 2011-07-06. Dostupné online.
- HUSÁROVÁ, Kateřina Nič. Bývalého vojenského areálu se chtějí obce raději zbavit. Kladenský deník [online]. 2013-10-13. Dostupné online.
- HUSÁROVÁ, Kateřina Nič. Bývalá drnovská základna poslouží i jako skládka suti. Kladenský deník [online]. 2015-11-05. Dostupné online.
- HUSÁROVÁ, Kateřina Nič. Lidé mají strach, nedůvěřují záměrům izraelského investora. Deník [online]. 2016-02-17. Dostupné online.